# Большая Бердичевская улица
Большая Бердичевская улица — улица в Житомире, одна из главных улиц города. Начинается от Соборной площади и заканчивается на Смолянской площади, проходит через площадь Королева. Длина 3,2 км.

## История
Часть старого пути из Житомирского замка в Бердичев,  через село Станишовка, а далее — через реку Тетерев. В XVIII веке была известна под названием Большой Станишовский путь.
Застройка улицы шла от центральной части города, постепенно продвигаясь в восточном направлении, и в основном сформировалась в начале XX века в том виде, в котором есть и сегодня (кроме построенных после 1945 года зданий).
В 1781 году улица заканчивалась у современной площади Королева. Четкой линии застройки не было, в отдельных местах ширина улицы достигала 85,5 м.
В 1852 году застройка улицы заканчивалась у современной улицы Шевченко, а уже в конце 1850-х годов городская черта переместилась в район современной городской больницы № 1.
В 1882 году было проложено Бердичевское шоссе, напрямую связавшее Житомир с Бердичевом, минуя Станишовку и Кодню. С тех пор роль части улицы Большой Бердичевской между нынешними ул. Льва Толстого и Смолянской площадью, стала второстепенной, что повлияло на её застройку — до сих пор здесь сохранились маленькие домики, характерные для улиц пригорода.
В конце XVIII—нач. XX в. улица называлась Украинской. Название объясняется тем, что во время пребывания города в составе Речи Посполитой польские чиновники считали, что Украина начинается южнее реки Тетерев и дали улице соответствующее название, подчеркивая тем самым, что Житомир находится на польской территории. С укреплением российской власти на Волыни и официальным утверждением Житомира губернским центром (1804) улица получила новое «нейтральное» название — Большая Бердичевская (впервые в документах встречается в 1830-х годах).
Наименование «Большая» указывалось для отличия от Малой Бердичевской улицы. В 1919 году улица недолго носила название улица Петлюры (был и другой вариант — улица Квитка-Основьяненко).
С 1920 по 1990 год улица Большая Бердичевская называлась улицей Карла Маркса. В период немецко-фашистской оккупации с 1941 по 1942 год — улицей Гиммлера, с 1942 по 1943 — Главной.
В советский период по мере расширения городской территории улица включала в себя самостоятельные улицы, которые были её продолжением в направлении Станишовки, а затем и новые улицы, ведущие в Восточный промузел. В 1957 году в неё были включены и перестали существовать улицы Липки, Первая и Вторая Смолянка; в 1971 — хутор Солдатская Слободка, с. Станишовский Поруб (тогдашняя главная улица села — Ленина) и безымянная дорога на Слободу-Селец.
В конце 1980-х годов ул. Карла Маркса «дотянулась» до завода силикатных изделий, хотя он фактически уже находился на другой улице — Промышленной. Тогда формальная длина ул. Карла Маркса достигла 9,2 км.
В 1991 году улице, её пределах на 1920-й год, было возвращено историческое название Большая Бердичевская (исключение составляет часть улицы между ул. Льва Толстого и Смолянской площадью, которую решили не дробить и не вернули двух старых названий: улицы Липки и Первая Смолянка). Другие части ул. Карла Маркса были соответственно названы улицей Ивана Гонты и улицей Слободской. Эти три улицы разделяют площади: Смолянская и Станишовская, существовавшие ранее безымянными.
С 1958 по 1974 год трамвайное движение осуществлялось только на отрезке Большой Бердичевской между ул. Льва Толстого и Смолянской площадью. В 1974 году последний участок трамвайной линии был демонтирован. В 1966 году на улице Большой Бердичевской было открыто троллейбусное движение.

## Застройка
д. 2 — Дом Житомирского автомобильно-дорожного колледжа Национального транспортного университета ().
д. 6 — Дом волынского губернского правления (1854), здесь работали (1875—1878) украинский писатель и фольклорист, брат украинского писателя Панаса Мирного Иван Яковлевич Рудченко («Иван Билык») и автор первого украинского словаря пословиц «Украинские поговорки, пословицы и т. д.» (1864) Матвей Терентьевич Симонов (Николай Номис). В 1917 году в этом здании размещались Волынская Украинская Рада, редакция первой в Житомире украинской газеты «Гражданин».
д. 15/1 — в конце XIX века в этом здании находилась контора известного издателя почтовых открыток Г. Лейбенгарца, акционерное общество «Граммофон», а также другие организации. В 1907 году в этом доме открылось Житомирское коммерческое училище. Его директором в 1910—1920 годах был Николай Леонтьевич Лотошинский, отец известного композитора Бориса Лятошинского.
д. 4/2 — дом Общества взаимного кредита (1900). В левосторонней части располагались в арендованных помещениях (1913—1914) музыкальные классы Житомирского артистического общества, в которых с 1906 по 1910 учился Михаил Скорульский, а также Борис Лятошинский. В зале Общества 20 мая 1903 выступал Ф. И. Шаляпин (теперь здесь сессионный зал городского совета). В 1922 здесь состоялась премьера пьесы Ивана Кочерги, который тогда жил и работал в Житомире, «Зубная боль сатаны». В годы Второй мировой войны здание было повреждено, а в 1950-х гг. перепланировано, реконструировано, надстроено третьим этажом, соединённым новой фасадной стенкой с соседними зданиями, которые существовали до 1941 года как самостоятельные. С 1959 года здесь находится городской совет.
д. 10 — дом Житомирской Мариинской гимназии (середина XIX в., январе 1875 был приобретен для гимназии), единственном в Волынской губернии до конца XIX в. среднем учебном заведении для женщин. В гимназии в 1900-х гг. преподавал пение М. П. Гайдай — отец украинской певицы, народной артистки СССР З. Н. Гайдай (1902—1965), которая училась здесь в 1912, воспитанницами гимназии были также сестры Леси Украинки — Нина и Ольга Косачи, естествоиспытатель М. Н. Копачевская, поэтесса Вероника Морозовна (В. Я. Морозова), мать Святослава Рихтера — Г. П. Москалева. В 1919 гимназия была закрыта. В её помещении расположился перевязочный пункт 44-й стрелковой дивизии, в котором 18 августа 1919 умер командир Таращанской бригады 44-й дивизии В. Н. Боженко.  В последующие годы в доме находилась школа партийно-советского строительства, затем — одна из городских школ, школа-интернат, Королевский райисполком, с 1983 — городской центр детского творчества и детская картинная галерея.
д. 32 — Дом Дворянского собрания (вторая половине XIX в., специально для Дворянского собрания). Потерпел разрушения в 1944 году, сохранились только стены. Во время восстановления появился третий этаж. В настоящее время дом занимает поликлиника № 1 Королевского района
д. 40 — комплекс зданий Житомирской мужской гимназии (1862, ныне — Житомирский государственный университет им. Франко)
Житомирская мужская гимназия размещалась здесь до своего закрытия в 1918 году. В последующие годы (1862—1964) слева и справа на расстоянии 30 м от учебного корпуса были построены каменные двухэтажные флигели, в которых размещались канцелярия гимназии и квартира её директора, а во втором библиотека и квартиры для преподавателей гимназии. С октября 1919 в здании размещался Волынский педагогический институт, Волынский институт народного образования (с 1920), Институт социального воспитания (с 1929), Педагогический (с 1934), Учительский (с 1935), Педагогический (с 1938), с 2004 года — Житомирский государственный университет имени Ивана Франко. В годы Второй мировой войны дом был поврежден. В ходе реконструкции в 1962 был достроен третий этаж с куполом астрономической обсерватории. В конце 1980-х построен новый корпус, в котором разместились исторический, филологический и факультет подготовки учителей начальных классов.
д. 42/2 — построен в комплексе сооружений бывшей Житомирской мужской гимназии в 1860-х как дом для казенных квартир дирекции и преподавателей. С 1881 по 1885 вместе с родителями (отец — Л. Н. Омелянский был директором гимназии) в этом доме жил ученик гимназии Василий Леонидович Омелянский, в будущем — микробиолог, академик АН СССР, почётный член ряда зарубежных академий наук, автор первого отечественного учебника по микробиологии (1909).
д. 89 — родильный приют (1901, построен на деньги житомирских меценатов братьев М. и А. Дурилиных по проекту архитектора М. Либровича), здесь 20 марта 1915 родился С. Т. Рихтер